# 一致派
1. 一致派（いっちは）は、日蓮門下の諸門流のうち、妙法蓮華経に本迹の別をよみとりつつも、二十八品全体を一体として所依とする諸派に対する総称（対義語→勝劣派）。
2. 日蓮宗一致派（にちれんしゅういっちは）は、1874年（明治7年）一致派を奉ずる諸門流によって形成された宗派。1876年（明治9年）日蓮宗と改称、1941年（昭和16年）に勝劣派の2宗派と三派合同し、新生日蓮宗へと発展解消した。

## 教義
日蓮系の諸宗派は、本仏の位置づけや、所依の妙法蓮華経に対し勝劣の別を設けるかどうかなどの点から、思想面では大別して三つの分派がある。
本仏について
釈迦をもって本仏とするか、日蓮をもって本仏とするか
一致派と勝劣派
所依の妙法蓮華経を構成する二十八品（28章）を前半の「迹門」、後半の「本門」に二分し、本門に法華経の極意があるとするのが勝劣派、二十八品全体を一体のものとして扱うべきとするのが一致派。
1. 釈尊を本仏とする一致派（日朗門流、日向門流、日常門流、日奥門流）
2. 釈尊を本仏とする勝劣派（日什門流、日隆門流、日真門流、日陣門流、日興門流：法華宗興門流、日蓮本宗）
3. 日蓮を本仏とする勝劣派（日興門流：日蓮正宗、保田妙本寺）

日蓮宗一致派は上記の三分派のうち、「釈尊を本仏とする一致派」が組織されたものである。

## 一致派門流の系譜
- 日昭門流（浜門流）
- 日向門流（身延門流）
- 日朗門流（比企谷門流）---日像門流（四条門流）--日奥門流
- 日朗門流---日静門流（六条門流）
- 日常門流

以上の一致派の各門流より、日像門流からは日隆門流・日真門流、日静門流からは日陣門流、日常門流からは日什門流などの勝劣派門流が分離成立している。

## 日蓮宗一致派の歴史
1872年（明治5年）明治政府は、日蓮宗・天台宗・真言宗・浄土宗・禅宗・時宗・真宗に対し、一宗一管長制を打ち出した。これを受け、日蓮門下の諸門流は、日蓮宗と総称。初代管長は勝劣派から出た｡ 
1874年（明治7年）同制度が緩和され、この日蓮宗は、教義の違いから一致派と勝劣派に二分した。
1876年（明治9年）日蓮宗と改称。
1941年（昭和16年）宗教団体法が施行され、日什門流（妙満寺派）の顕本法華宗、日興門流（興門派）の本門宗など、勝劣派の2宗派とともに、それぞれの組織を解消して対等合併する三派合同を行い、勝劣一致の新生日蓮宗が誕生した。
この三派合同により成立した現行の宗教法人・日蓮宗のその後の歩みについては日蓮宗・日蓮宗什師会、日蓮宗興統法縁会、富士門流、顕本法華宗、大日蓮宗等を参照。